# Jordanische Fußballnationalmannschaft (U-23-Männer)
Die jordanische U-23-Fußballnationalmannschaft ist eine Auswahlmannschaft jordanischer Fußballspieler. Sie untersteht dem jordanischen Fußballverband JFA und repräsentiert diesen international auf U-23-Ebene, etwa in Freundschaftsspielen gegen die Auswahlmannschaften anderer nationaler Verbände, bei U-23-Asienmeisterschaften sowie den Fußballturnieren der Olympischen Sommerspiele und der Asienspiele.
Bisher konnte sich die Mannschaft nicht für das olympische Fußballturnier qualifizieren. An der U-23-Asienmeisterschaft nahm Jordanien dreimal teil und erreichte 2016 das Viertelfinale. Bei den Asienspielen konnte 2014 ebenfalls das Viertelfinale erreicht werden.
Spielberechtigt sind Spieler, die ihr 23. Lebensjahr noch nicht vollendet haben und die jordanische Staatsangehörigkeit besitzen.

## Bilanzen
| Olympische Spiele - 1992 bis 2016: Nicht qualifiziert U-22-/23-Asienmeisterschaften - 2014: Dritter - 2016: Viertelfinale - 2018: Gruppenphase - 2020: Qualifiziert | Asienspiele - 2002: Nicht teilgenommen - 2006: Gruppenphase - 2010: Gruppenphase - 2014: Viertelfinale - 2018: Nicht teilgenommen |